# NGC 7716
NGC 7716 (другие обозначения — PGC 71883, UGC 12702, MCG 0-60-19, ZWG 381.13, IRAS23339+0001) — спиральная галактика с перемычкой (SBb) в созвездии Рыбы.
Этот объект входит в число перечисленных в оригинальной редакции «Нового общего каталога».